# Selbstversammlungsrecht
Das Selbstversammlungsrecht ist das Recht eines Parlaments oder einer anderen Körperschaft (z. B. eines Betriebsrats oder einer Zahnärztekammer) zu selbstgewählter Zeit und an selbstgewähltem Ort zusammenzutreten.

## Bedeutung
Das Selbstversammlungsrecht ist Teil der Parlamentsautonomie also des Rechts des Parlaments, seine Organisation und sein Verfahren eigenständig zu regeln. Ohne ein derartiges Recht hätte der Landesherr oder die Exekutive die Möglichkeit, eine parlamentarische Behandlung und Beschlussfassung durch Nicht-Einberufung des Parlaments zu verhindern.

## Rechtliche Verankerung
Das Selbstversammlungsrecht ist typischerweise in den jeweiligen Verfassungen normiert und in den Geschäftsordnungen der jeweiligen Parlamente konkretisiert. In Deutschland regelt Art. 39 (3) GG das Selbstversammlungsrecht des Bundestags. Die Geschäftsordnung des Deutschen Bundestages konkretisiert in § 21 diese Vorschrift. Danach erfolgt die Einberufung normalerweise eigenverantwortlich durch den Bundestagspräsidenten oder wenn ein Drittel der Mitglieder des
Bundestages, der Bundespräsident oder der Bundeskanzler es verlangen.

## Geschichte
Bedeutung erlangte die Frage nach dem Selbstversammlungsrecht in der Arbeit der historischen Landstände. Diese verfügten typischerweise über kein Selbstversammlungsrecht (Ius status convocandi). Das Gleiche galt für die meisten Parlamente im Frühkonstitutionalismus. In den Verfassungsdebatten nach der Märzrevolution 1848 spielte die Forderung nach einem Selbstversammlungsrecht eine Rolle. Jedoch regelte die Paulskirchenverfassung die Einberufung des Parlaments durch den Monarchen. Spätestens in der Reaktionsära endeten die Versuche, ein Selbstversammlungsrecht einzurichten. Nach der Novemberrevolution wurde das Selbstversammlungsrecht in der Weimarer Verfassung (Art. 24 WRV) und den Landesverfassungen durchgängig eingerichtet.